# 岡田正尚
岡田 正尚（おかだ まさなお）は、日本の漫画家。神奈川県茅ヶ崎市出身。

## 作品リスト

### 一般向け作品
- 出動!!ミニスカポリス（ぶんか社、全6巻）
- 新出動!!ミニスカポリス（ぶんか社、全3巻）
- 温泉女将一直線（ヤングキング別冊キングダム、少年画報社、全4巻）
- マンガ★北朝鮮（原作：村上和巳、英和出版社）
- マンガ★北朝鮮2（原作：村上和巳、英和出版社）

### 成年向け作品
- 秘密の体育用具室（富士美出版）※「成年コミック」指定マークあり
- ハメツマ〜夫に内緒で激しく何度も〜（海王社）※「成年コミック」指定マークあり
- 爆乳痴態づくし（エンジェル出版）※「成年コミック」指定マークあり